# Wieża Cumbo
Wieża Cumbo (malt. Torri Cumbo, ang. Cumbo Tower) - zabytek narodowy z czasów Średniowiecza w mieście Mosta na Malcie, w swoim czasie służący jako twierdza. Wieża jest budynkiem dwukondygnacyjnym, upiększonym niszą na fasadzie, i otoczonym ogrodem.

## Historia
Mówi się, że właścicielem średniowiecznej wieży był Julius Combo, renomowany prawnik sądowy i sędzia stanu Università (lokalnej rady mieszkańców) w Mdinie. W roku 1526 wieża mogła pełnić pewną rolę w przesłuchiwaniu więźniów z lokalnej społeczności.
Dziś wieża mieści rezerwuar, należący do Water Services Corporation, odbierający wodę z Chadwick Lakes poprzez podziemny kanał.
Wieża wpisana jest przez Malta Environment and Planning Authority na listę zabytków narodowych klasy 2.

## W popkulturze
- Wieża była widoczna w filmie z 2016 roku 13 godzin: Tajna misja w Benghazi.